# Euphorbia hooveri
Euphorbia hooveri L.C.Wheeler es una especie fanerógama perteneciente a la familia de las euforbiáceas. 

## Distribución
Es endémica de California, donde crece en el Valle Central. Debido a la eliminación de la mayor parte de su hábitat, se convirtió en especies amenazadas de la lista federal en 1997.

## Descripción
Es una hierba anual en forma de esteras, peluda en los tallos.  Los tallos son anilladas con pares de pequeños dientes en el envés de las hojas, cada hoja con sólo unos pocos milímetros de ancho.  La inflorescencia es un ciatio de sólo dos milímetros de ancho. La flor femenina desarrolla un fruto esférico de color blanco que contiene la semilla.  Las semillas germinan una vez que la charca se evapora con la llegada del verano.

## Taxonomía
Euphorbia hooveri fue descrita por Louis Cutter Wheeler y publicado en Proceedings of the Biological Society of Washington 53(3): 9–10. 1940.
Etimología
Euphorbia: nombre genérico que deriva del médico griego del rey Juba II de Mauritania (52 a 50 a. C. - 23), Euphorbus, en su honor – o en alusión a su gran vientre –  ya que usaba médicamente Euphorbia resinifera. En 1753 Carlos Linneo asignó el nombre a todo el género.
hooveri: epíteto otorgado en honor del botánico estadounidense Robert Francis Hoover ( 1913 - 1970, quien descubrió la especie.
Sinonimia
- Chamaesyce hooveri (Wheeler) Koutnik (1985).[6][7]